# Enrique de Haro y Guzmán
Enrique de Haro y Guzmán (1605-21 de junio de 1626) fue un noble y eclesiástico español.

## Biografía
Era el segundo de los hijos del matrimonio formado por Diego López de Haro y Sotomayor (-1648), V marqués del Carpio y Francisca de Guzmán, hermana del Conde-duque de Olivares, Gaspar de Guzmán. Tuvo un hermano mayor, Luis, que llegaría a ser valido de Felipe IV tras la caída de su tío el Conde-duque. Fue bautizado en la desaparecida iglesia de San Julián y Santa Basilisa de Valladolid el 17 de julio de 1604.
En 1620 fue rector de la Universidad de Salamanca, cargo que por entonces ocupaban hijos de grandes de España. En este cargó llegó a presidir los funerales por Felipe III que mandó realizar la universidad salmantina. Fue canónigo de las catedrales de Toledo y Sevilla.
El 8 de octubre de 1623 leyó su tesis ante los reyes Felipe IV e Isabel y eclesiásticos de alto rango en la capilla del Real Alcázar de Madrid.

Fue creado cardenal por Urbano VIII en el consistorio de 19 de enero de 1626. Nunca llegó a asignársele un título cardenalicio. Por aquel entonces era conocido como Enrique de Guzmán, por el apellido de su madre. Góngora dedicó una silva a su elección como cardenal. El poeta era cordobés, como el padre de Enrique. 

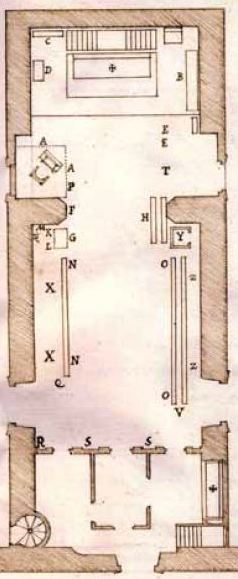
Planta de la capilla del Real Alcázar de Madrid, donde Enrique de Haro y Guzmán leyó sus tesis en 1623.

Según Elliot, era tratado por sus tíos los Conde-Duques más como un hijo que como un sobrino.
El cardenal Guzmán murió en Madrid al poco tiempo el 21 de junio de 1626. Su muerte fue atribuida en su momento al tabardillo, identificado actualmente con el tifus.
Fue enterrado en el Colegio de Santo Tomás de esa ciudad, de la orden dominica, patronato de su tío el Conde-duque de Olivares.

Su contemporáneo Matías de Novoa, al recoger su muerte cita dos de los versos que le dedicó Góngora. Dice Novoa:
Los meses adelante adolesció [sic] el nuevo Cardenal, hijo del marqués del Carpio, y se cayó la dignidad de la casa; no sin faltar pronóstico del mayor de los ingenios de nuestro siglo que, celebrándole grandísimamente la ascensión al capelo, por hijo de su patria, en un panegírico, en la primera estancia en los dos versos postreros, como se verá en el segundo comento de sus obras, le predijo pensando aclamarle:
Si bien toda la púrpura de Tiro
Grano es de polvo
Al último suspiro.

### Nota
1. ↑  El padre de Enrique de Haro, Diego López de Haro Sotomayor Guzmán y Sandoval, V marqués del Carpio; era oriundo de Córdoba como Luis de Góngora.

### Individuales
1. ↑  Ramos, Antonio (1781). «XII. Marqueses del Carpio, Duques de Alva». Description genealogica de la Casa de Aguayo. Málaga. p. 424. Consultado el 2 de febrero de 2022.
2. 1 2  «Enrique de Haro». Base Roglo. Consultado el 2 de febrero de 2022.
3. ↑  «The Cardinals of the Holy Roman Church - Biographical Dictionary - Consistory of January 19, 1626. (16) 12. GUZMÁN DE HAROS, Enrique (1604 or 1605-1626)». cardinals.fiu.edu. Consultado el 5 de mayo de 2024.
4. ↑  Ponce Cárdenas, Jesús. «José de Pellicer de Ossau y Salas y Tovar | Real Academia de la Historia». Diccionario Biográfico Español. Consultado el 2 de febrero de 2022.
5. ↑  Vidal y Diaz, Alejandro (1869). Memoria história de la Universidad de Salamanca: redactada en virtud de encargo del Sr. D. Vicente Lobo, rector de la misma, y en cumplimiento de la órden del Excm. Sr. Ministro de fomento, fecha 6 de Abril de 1869. Oliva y Hermano. p. 374. Consultado el 2 de febrero de 2022.
6. ↑  Esperabé Arteaga, Enrique (1917). Historia pragmática e interna de la Universidad de Salamanca II. p. 11.
7. ↑  Ruiz Maldonado, Margarita (14 de mayo de 2014). Testimonios artísticos del fervor inmaculista de la Universidad de Salamanca: EN «Universidades hispánicas: colegios y conventos universitarios en la Edad Moderna (II)». Ediciones Universidad de Salamanca. pp. 263-264. Consultado el 2 de febrero de 2022.
8. ↑  Gascón de Torquemada, Gerónimo (1991). «Octubre de 1623». Gaçeta y nuevas de la Corte de España desde el año 1600 en adelante. Real Academia Matritense de Heráldica y Genealogía. p. 180. ISBN 978-84-600-7855-5. Consultado el 1 de febrero de 2022.
9. ↑  Fuente, Vicente de la (1875). «Apéndice núm. 24 Serie cronológica de los cardenales españoles desde principios del siglo XIII hasta nuestros días». Historia eclesiástica de España 6. Compañía de Impresores y Libreros del Reino. p. 437. Consultado el 2 de febrero de 2022.
10. ↑  Cardella, Lorenzo (1793). «Cardinali di Urbano VIII». Memorie storiche de' cardinali della santa Romana chiesa, scritte da Lorenzo Cardella parroco de' SS. Vincenzo, ed anastasio alla regola in Roma,... (en italiano) VI. Roma: Stamperia Pagliarini. p. 266. Consultado el 11 de febrero de 2023.
11. ↑  «Enrique Cardinal Guzmán de Haros». Catholic Hierarchy. Consultado el 11 de febrero de 2023.
12. ↑  «Enrique Cardinal Guzmán de Haros [Catholic-Hierarchy]». www.catholic-hierarchy.org. Consultado el 2 de febrero de 2022.
13. ↑  Ly, Nadine; Arteaga, Alejandro (1997).  Venier, Martha Elena, ed. La espuma de un mar común: la autocita como motor de la escritura de Góngora. 50 años del CELL : II. Literatura de la edad media al siglo XVIII 8 (1, edicion conmemorativa edición). El Colegio de Mexico. p. 259. ISBN 978-968-12-0840-0. Consultado el 2 de febrero de 2022.
14. ↑  Góngora y Argote, Luis de (1932). «En la creación del cardenal Don Enrique de Guzmán».  En Juan e Isabel Millé y Giménez, ed. Sonetos, canciones y otros poemas en arte mayor. Madrid: Editorial Aguilar.
15. ↑  Elliott, 1998, p. 171.
16. ↑  Pozzo, Cassiano dal (2004). «(Madrid, 21 de junio)». El diario del viaje a España del Cardenal Francesco Barberini. Doce Calles. p. 186-187. ISBN 84-9744-026-9. Wikidata Q112289317.
17. ↑  Pozzo, Cassiano dal (2004). «(Madrid, 19 de junio)». El diario del viaje a España del Cardenal Francesco Barberini. Doce Calles. p. 183. ISBN 84-9744-026-9. Wikidata Q112289317.
18. ↑  Gascón de Torquemada, Gerónimo (1991). «Junio de 1626». Gaçeta y nuevas de la Corte de España desde el año 1600 en adelante. Madrid: Real Academia de Heráldica y Genealogía. p. 245. ISBN 978-84-600-7855-5. Consultado el 2 de febrero de 2022.
19. ↑  Novoa, Matías de (1880). Historia de Felipe IV, rey de España v 1 1. p. 51. Consultado el 10 de octubre de 2023.